# Karīmābād-e Anşārī
Karīmābād-e Anşārī (persiska: کریم آباد انصاری, Karīmābād) är en ort i Iran.   Den ligger i provinsen Kerman, i den sydöstra delen av landet, 1 000 km sydost om huvudstaden Teheran. Karīmābād-e Anşārī ligger 705 meter över havet och antalet invånare är 562.
Terrängen runt Karīmābād-e Anşārī är platt. Runt Karīmābād-e Anşārī är det glesbefolkat, med 14 invånare per kvadratkilometer. Närmaste större samhälle är Fahraj, 5,6 km nordost om Karīmābād-e Anşārī. Trakten runt Karīmābād-e Anşārī är ofruktbar med lite eller ingen växtlighet.